# دانیله جوریکو
دانیله جوریکو (انگلیسی: Daniele Giorico؛ زادهٔ ۱ ژانویهٔ ۱۹۹۲) بازیکن فوتبال اهل ایتالیا است.
از باشگاه‌هایی که در آن بازی کرده‌است می‌توان به باشگاه فوتبال کالیاری، باشگاه فوتبال آ. ث. لومتزانه، باشگاه فوتبال مودنا، و باشگاه فوتبال ونتزیا اشاره کرد.